# Pleasantville (New York)
Pleasantville ist ein Village innerhalb der Town Mount Pleasant im Westchester County des Bundesstaats New York mit einer Einwohnerzahl von 7260 (Stand: 2019). Sie bildet eine Vorstadt von New York City.

## Geschichte
Die Gegend wurde erstmals 1695 von europäischen Siedlern besiedelt und wurde davor von den Lenape bewohnt. Als die Bevölkerung der Gegend im frühen 19. Jahrhundert wuchs, wurde die Siedlung „Clark’s Corners“ genannt, was sich auf ein Grundstück im Besitz von Henry Clark an der Kreuzung von Broadway und Bedford Road bezieht. Dieser Bereich war das ursprüngliche kommerzielle Zentrum des Dorfes. In den 1820er Jahren wurde der neu ernannte Postmeister, Henry Romer, vom Postmaster General’s Office in Washington, D.C. angewiesen, dem hier geplanten Postamt einen Namen zu geben. Romers Namensvorschlag, Clarksville, wurde abgelehnt, weil ein anderes New Yorker Postamt diesen Namen bereits trug. Seine zweite Wahl, Pleasantville, wurde akzeptiert, und das Pleasantville Post Office wurde am 29. Februar 1828 eröffnet.
Die zweite Hälfte des 19. Jahrhunderts war eine Zeit des schnellen Wachstums in Pleasantville. In den 1870er Jahren gab es vier Schuhmachereien, eine Hemdenmanufaktur und eine Gurkenfabrik. Die erste Zeitung für das Dorf, The Pleasantville Pioneer, wurde um 1886 gegründet. Die zahlreichen kleinen Bauernhöfe und Obstgärten des Dorfes begannen, für eine Welle von soliden Foursquare- und viktorianischen Häusern aufgeteilt zu werden, die für eine wachsende Mittelschicht gebaut wurden. In den 1890er Jahren wurden eine Polizeistation, eine Freiwillige Feuerwehr und ein Bibliothekssystem eingerichtet. Pleasantville wurde am 16. März 1897 als Village gegründet.

## Demografie
Nach einer Schätzung von 2019 leben in Pleasantville 7260 Menschen. Die Bevölkerung teilt sich im selben Jahr auf in 69,3 % nicht-hispanische Weiße, 4,3 % Afroamerikaner 3,0 % Asiaten, 1,1 % Sonstige und 2,4 % mit zwei oder mehr Ethnizitäten. Hispanics oder Latinos machten 19,4 % der Bevölkerung aus. Das mittlere Haushaltseinkommen lag 2017 bei 113.838 US-Dollar und die Armutsquote bei 3,4 %.

## Persönlichkeiten
- Scott Ogren (* 1965), Freestyle-Skier
- Dante Polvara (* 2000), Fußballspieler